# Великая Обуховка

Великая Обу́ховка (укр. Велика Обухівка) — село,
Великообуховский сельский совет,
Миргородский район,
Полтавская область,
Украина.
Код КОАТУУ — 5323280701. Население по переписи 2001 года составляло 695 человек.
Является административным центром Великообуховского сельского совета, в который, кроме того, входят сёла
Кошевое,
Панасовка и
Сакаловка.

## Географическое положение
Село Великая Обуховка находится на правом берегу реки Псёл,
выше по течению на расстоянии в 1 км расположено село Малая Обуховка (Гадячский район),
ниже по течению на расстоянии в 4 км расположено село Савинцы.
По селу протекает пересыхающий ручей с запрудой.
Река в этом месте извилистая, образует лиманы, старицы и заболоченные озёра.

## История
- В Центральном Государственном Историческом Архиве Украины в городе Киеве есть документы православной церкви за 1786-1820 год[2]
- В XVIII—XIX веках село Обуховка было родовым имением рода Капнистов.

## Экономика
- «Великообуховское», аграрное арендное ЧП.

## Объекты социальной сферы
- Школа.
- Филиал историко-краеведческого музея.

## Известные люди
- Капнист Василий Васильевич (1758—1823) — русский политический деятель и поэт, выдающийся драматург.